# Quel giorno a Rio
Quel giorno a Rio (Blame It on Rio) è un film statunitense del 1984 diretto da Stanley Donen e interpretato da Michael Caine, Joseph Bologna, Valerie Harper, Michelle Johnson e Demi Moore. È un remake del film francese Un moment d'égarement del 1977.

## Trama
Matthew (nella versione italiana Matteo) è un quarantatreenne che porta avanti stancamente il rapporto con la moglie Karen. Insieme all'amico Victor, in procinto di divorziare, e le rispettive figlie, le giovanissime Nicole e Jennifer, decidono di fare un viaggio di distrazione a Rio. La moglie di Matthew a sorpresa parte da sola per un'altra località turistica a Bahia, per meditare su un matrimonio, a detta di lei, in crisi.
A Rio la villeggiatura scorre tranquilla con le ragazze che sempre più libere da inibizioni seguono il vortice vitale della movida brasiliana; Victor già perfettamente a proprio agio nel ruolo di scapolo libero, passa il tempo a correre dietro le gonne di belle signore in cerca di facili avventure. Solo Matthew non riesce a divertirsi, annoiato di tutto, sino a quando si ritrova solo con Jennifer, ad una festa di matrimonio brasiliano in spiaggia; scoppia la passione. Victor viene messo a conoscenza dalla figlia stessa di questa relazione, senza che lei confessi il nome dell'amante quarantenne; il padre, molto arrabbiato, va in cerca per Rio di questo misterioso amante, per picchiarlo.
Jennifer dichiara a Matthew di essere innamorata di lui sin da bambina; Matthew impaurito da questa relazione da prima la rifiuta poi cede al sentimento, sino a dichiarare a Victor che il misterioso amante della figlia è proprio lui e che ama sua figlia. Victor, sentitosi tradito dal migliore amico, decide di tagliare i ponti con lui. Intanto la figlia di Matthew, Nicole, telefona alla madre richiedendone l'intervento senza specificarne le cause.
Karen vola a Rio e tra una confessione e un tentato suicidio da parte di Jennifer, si scopre che Victor aveva iniziato una relazione con la stessa Karen, ritrovandosi anche lui nel ruolo di amico traditore. Jennifer di ritorno dall'ospedale in compagnia di un giovane medico, sembra avere già dimenticato la sbandata per lo zio Matteo, decide insieme a Nicole di continuare la vacanza a Rio. Matthew e Karen si rendono conto che non possono stare l'uno lontano dall'altra e partono insieme per Bahia intenzionati a recuperare il loro matrimonio, anche Victor abbandona l'idea del divorzio e torna con la moglie.

## Produzione
Il film, diretto da Stanley Donen su una sceneggiatura di Charlie Peters e Larry Gelbart, fu prodotto dallo stesso Donen e da Bruce McNall per la Sherwood Productions. Fu girato a Rio de Janeiro nel marzo del 1983. Il titolo di lavorazione fu Love, Rio.

## Promozione
Le tagline sono:
- "You can blame the night, blame the wine, blame the moon in her eyes, but when all else fails... you'd better... Blame it on Rio!".
- "She's the hottest thing on the beach. She's also his best friend's daughter!".

## Distribuzione
Il film fu distribuito con il titolo Blame It on Rio negli Stati Uniti dal 17 febbraio 1984 al cinema dalla Twentieth Century Fox e per l'home video dalla Vestron Video nel 1984.
Altre distribuzioni:
- in Australia il 29 marzo 1984
- in Svezia il 27 luglio 1984 (Vi skyller på Rio)
- in Danimarca il 24 agosto 1984 (Gi' Rio skylden)
- in Finlandia il 31 agosto 1984 (Riemuloma Riossa)
- in Francia il 5 settembre 1984 (La faute à Rio)
- nei Paesi Bassi il 13 settembre 1984 (4 ondeugden in Rio)
- in Irlanda il 22 ottobre 1984
- in Germania Ovest il 1º marzo 1985 (Schuld daran ist Rio)
- in Portogallo l'8 gennaio 1988 (Romance no Rio)
- in Canada (C'est la faute à Rio)
- in Francia (C'est la faute à Rio)
- in Venezuela (Échale la culpa a Río)
- in Brasile (Feitiço do Rio)
- in Spagna (Lío en Río)
- in Ungheria (Riói románc)
- in Serbia (Rio je kriv za sve)
- in Polonia (To cholerne Rio)
- in Italia (Quel giorno a Rio)

## Accoglienza

### Critica
Secondo il Morandini il film è "riuscito a metà", "vorrebbe essere brillante ed è triste". La sceneggiatura risulterebbe "banale" ed il film nel complesso "volutamente amorale". Secondo Leonard Maltin "Caine è fantastico e la Johnson davvero sexy"; la sceneggiatura sembrerebbe appartenere ad una "sitcom al vetriolo". Il principale difetto risiederebbe nella colonna sonora, troppo invadente e composta da brani troppo noti.